# Ден на Тракия
Денят на Тракия е 26 март, приет за един от дните в българския културно-исторически календар. На този ден се чества подвига на българските воини,спечелили битката край Одрин и из тракийските полета, както и почитта и паметта към хилядите българи - тракийски бежанци, намерили подслон в пределите на България и запазили родовата си памет. Чества се като годишнина от 26 март 1913 г. – деня, в който е превзета Одринската крепост от силите на Българската армия през Балканската война (1912-1913). Пленени са 14 турски генерали, 2000 офицери, 50 000 войници, 413 оръдия, 46 тежки картечници, 90 000 снаряда, 12 000 000 патрона и друго имущество. Българите губят в атаката 1316 убити и 6329 ранени. Победата донася свободата на тракийските българи.
Атаката започва на 24 март 1913 г. За две денонощия българската армия разкъсва огражденията, пробива фронтовата линия при Айвазбаба, Айджиоглу и други фортове и превзема считаната дотогава за непревземаема военна крепост.
Крепостта е превзета от Втора българска армия под командването на генерал-лейтенант Никола Иванов.
По случай превземането на Одрин, в поздравителната заповед от 26 март 1913 г. до войските на източния сектор, генерал Георги Вазов заявява: „Офицери, подофицери и войници ... вие покрихте България със слава, а нашата армия с лавров венец. Светът има да се чуди на вас, доблестните синове на България, че можахте за 30 часа да превземете една от най-силните крепости. Гордея се, че съм ваш началник. Гордея се, че съм българин.“
Командващият Втора българска армия генерал Никола Иванов пише в спомените си: „Така се извърши превземането с открита атака Одринската крепост, че учуди военните среди, издигна името на България и прослави българското войнство по всички части на света.“
От 20-те години на ХХ век тракийските дружества, армията, църквата и българската културна общественост честват Деня на победата край Одрин. От 2006 година този ден е признат официално и от българското правителство за Ден на Тракия.